# Ichneumon romenilianus
Ichneumon romenilianus là một loài tò vò trong họ Ichneumonidae.